# Liste der Landtagswahlkreise in Sachsen-Anhalt 1990
Die Liste der Landtagswahlkreise in Sachsen-Anhalt 1990 enthält alle Wahlkreise für die ersten Landtagswahlen in Sachsen-Anhalt  nach der Wiedervereinigung am 14. Oktober 1990.
Die Einteilung der Wahlkreise wurde, zusammen mit der der anderen neuen Bundesländer, von der Volkskammer bestimmt. Die Wahlkreise sollten dabei etwa 60.000 Einwohner umfassen, die maximale Abweichung betrug 25 Prozent.
Zur Landtagswahl 1994 wurden die Wahlkreise der kommunalen Neugliederung angepasst. Deren Zahl von 49 blieb bis 2006 bestehen, als die Zahl auf 45 reduziert wurde.

## Wahlkreise
Neben den Gebieten ist auch jeweils der Gewinner des Direktmandats angegeben. Die CDU gewann fast alle Wahlkreise, lediglich in Magdeburg II gewann die SPD.
| Nr. | Name                             | Gebiet | Direktmandat              |
| --- | -------------------------------- | --- | ------------------------- |
| 1   | Salzwedel – Klötze               | Landkreis Salzwedel mit den Orten Abbendorf, Altensalzwedel, Andorf, Barnebeck, Benkendorf, Bierstedt, Binde, Bonese, Bornsen, Brietz, Dähre, Dambeck, Diesdorf, Dolsleben, Ellenberg Fahrendorf, Fleetmark, Gieseritz, Gischau, Chüden, Henningen, Holzhausen, Kaulitz, Kerkau, Klein Gartz, Königstedt, Kuhfelde, Lagendorf, Langenapel, Liesten, Mahlsdorf, Mechau, Mehmke, Neuekrug, Osterwohle, Pretzier, Püggen, Rademin, Riebau, Stadt Salzwedel, Schadeberg, Seebenau, Siedenlangenbeck, Stappenbeck, Steinitz, Tylsen, Valfitz, Vissum, Waddekath, Wallstawe, WieblitzEversdorf, Badel, Brunau, Jeetze, Jeggeleben, Kahrstedt, Lüge, Packebusch, Vienau, Winterfeld, Zethlingen                                                                                              | Michael Liwowski          |
| 1   | Salzwedel – Klötze               | Landkreis Klötze mit den Orten Ahlum, Apenburg, Bandau, Beetzendorf, Breitenrode, Buchhorst, Dannefeld, Dönitz, Gehrendorf, Hanum, Hohenhenningen, Hohentramm, Immekath, Jahrstedt, Jeeben, Jübar, Stadt Klötze, Köckte, Kunrau, Kusey, Lüdelsen, Mellin, Miesterhorst, Nettgau, Neuendorf, Neuferchau, Niendorf, Stadt Oebisfelde, Ristedt, Röwitz, Rohrberg, Steimke, Tangeln, Wassensdorf, Weddendorf, Wenze | Michael Liwowski          |
| 2   | Osterburg – Stendal II           | Landkreis Osterburg mit den Orten Altenzaun, Stadt Arendsee (Altmark), Aulosen, Baben, Ballerstedt, Behrendorf, Bertkow, Beuster, Boock, Bretsch, Dobbrun, Düsedau, Erxleben, Falkenberg, Flessau, Gagel, Geestgottberg, Gladigau, Goldbeck, Gollensdorf, Groß Garz, Heiligenfelde, Hindenburg, Höwisch, Hohenberg-Krusemark, Iden, Kläden, Kleinau, Klein Schwechten, Königsmark, Kossebau, Krevese, Krüden, Leppin, Lichterfelde, Losenrade, Losse, Lückstedt, Meseberg, Neukirchen, Neulingen, Stadt Osterburg (Altmark), Pollitz, Rossau, Sandauerholz, Sanne-Kerkuhn, Schönberg, Schrampe, Schwarzholz, Stadt Seehausen (Altmark), Thielbeer, Wahrenberg, Walsleben, Wanzer, Wendemark, Stadt Werben, Ziemendorf, Meßdorf                                                        | Bernd Sennecke            |
| 2   | Osterburg – Stendal II           | Landkreis Stendal mit den Orten Arneburg, Dobberkau, Eichstedt, Grassau, Groß Schwechten, Hämerten, Hassel, Hohenwulsch, Jarchau, Langensalzwedel, Lindtorf, Miltern, Rochau, Sanne, Schinne, Schorstedt, Staffelde, Storkau, Tangermünde | Bernd Sennecke            |
| 3   | Gardelegen – Stendal III         | Landkreis Gardelegen mit den Orten Algenstedt, Berge, Breitenfeld, Estedt, Stadt Gardelegen, Hemstedt, Hottendorf, Jävenitz, Jeggau, Jerchel, Jeseritz, Kassieck, Kloster Neuendorf, Letzlingen, Lindstedt, Mieste, Peckfitz, Potzehne, Roxförde, Sachau, Schwiesau, Seethen, Sichau, Solpke, Wannefeld, Wiepke, Zichtau, Altmersleben, Berkau, Stadt Bismark (Altmark), Büste, Engersen, Güssefeld, Holzhausen, Kakerbeck, Stadt Kalbe (Milde), Könnigde, Kremkau, Neuendorf am Damm, Schenkenhorst, Wernstedt, Winkelstedt | Armin Kleinau             |
| 3   | Gardelegen – Stendal III         | Landkreis Stendal mit den Orten Badingen, Garlipp, Insel, Käthen, Kläden, Lüderitz, Möringen, Nahrstedt, Querstedt, Schäplitz, Schernebeck, Schernikau, Staats, Steinfeld, Uchtspringe, Uenglingen, Vinzelberg, Volgfelde, Windberge | Armin Kleinau             |
| 4   | Haldensleben                     | Landkreis Haldensleben mit den Orten Ackendorf, Alleringersleben, Altenhausen, Bartensleben, Bebertal, Beendorf, Behnsdorf, Belsdorf, Berenbrock, Böddensell, Bösdorf, Born, Bornstedt, Bregenstedt, Bülstringen, Calvörde, Döhren, Dorst, Eickendorf, Eimersleben, Emden, Erxleben, Eschenrode, Etingen, Everingen, Flechtingen, Grauingen, Groß Santersleben, Hakenstedt, Stadt Haldensleben, Hillersleben, Hödingen, Hörsingen, Hundisburg, Ivenrode, Kathendorf, Klüden, Lockstedt bei Oebisfelde, Mannhausen, Morsleben, Neuenhofe, Nordgermersleben, Ostingersleben, Rätzlingen, Siestedt, Rottmersleben, Satuelle, Schackensleben, Schwanefeld, Seggerde, Süplingen, Uhrsleben, Uthmöden, Vahldorf, Velsdorf, Walbeck, Wedringen, Weferlingen, Wegenstedt, Wieglitz, Zobbenitz | Christoph Koch            |
| 5   | Stendal I                        | Landkreis Stendal mit den Orten Bellingen, Berkau, Bindfelde, Birkholz, Bismark, Bittkau, Bölsdorf, Briest, Brunkau, Buch, Buchholz, Büste, Cobbel, Dahlen, Demker, Elversdorf, Grieben, Grobleben, Groß Schwarzlosen, Heeren, Holzhausen, Hüselitz, Jerchel, Kehnert, Klein Schwarzlosen, Könnigde, Kremkau, Mahlpfuhl, Meßdorf, Ottersburg, Ringfurth, Schäplitz, Schelldorf, Schleuß, Schönwalde (Altmark), Stegelitz, Stendal, Tangerhütte, Uchtdorf, Uenglingen, Uetz, Weißewarte, Wittenmoor | Gerd Schlaak              |
| 6   | Burg                             | Landkreis Burg mit den Orten Biederitz, Büden, Stadt Burg, Dannigkow, Detershagen, Dörnitz, Drewitz, Friedensau, Gerwisch, Stadt Gommern, Grabow, Gübs, Hohenwarthe, Hohenziatz, Ihleburg, Karith, Königsborn, Körbelitz, Krüssau, Küsel, Lostau, Lübars, Magdeburgerforth, Menz, Stadt Möckern, Möser, Nedlitz, Niegripp, Parchau, Pietzpuhl, Reesdorf, Reesen, Rietzel, Schartau, Schermen, Schopsdorf, Stegelitz, Stresow, Theeßen, Tryppehna, Vehlitz, Wahlitz, Wallwitz, Wörmlitz, Woltersdorf, Wüstenjerichow, Zeddenick, Ziepel | Bernd Scheffler           |
| 7   | Genthin – Havelberg              | Landkreis Genthin mit den Orten Bergzow, Brettin, Demsin, Derben, Ferchland, Stadt Genthin, Gladau, Güsen, Hohenseeden, Stadt Jerichow, Kade, Karow, Klitsche, Mützel, Nielebock, Paplitz, Parchen, Parey, Redekin, Roßdorf, Schlagenthin, Tucheim, Wulkow, Zabakuck, Zerben | Klaus Buchheister         |
| 7   | Genthin – Havelberg              | Landkreis Havelberg mit den Orten Fischbeck (Elbe), Stadt Havelberg, Hohengöhren, Jederitz, Kamern, Klietz, Kuhlhausen, Mangelsdorf, Neuermark-Lübars, Nitzow, Stadt Sandau (Elbe), Schönfeld, Schönhausen (Elbe), Schollene, VehlgastKümmernitz, Warnau, Wulkau, Wust | Klaus Buchheister         |
| 8   | Wernigerode I                    | Landkreis Wernigerode mit den Orten Stadt Benneckenstein (Harz), Darlingerode, Drübeck, Stadt Elbingerode, (Harz), Elend, Stadt Hasselfelde, Stadt Ilsenburg (Harz), Königshütte (Harz), Rübeland, Schierke, Sorge, Tanne, Trautenstein, Stadt Wernigerode | Peter Schenk              |
| 9   | Wernigerode II – Halberstadt II  | Landkreis Wernigerode mit den Orten Abbenrode, Altenbrak, Benzingerode, Stadt Blankenburg (Harz), Börnecke, Cattenstedt, Stadt Derenburg, Heimburg, Heudeber, Hüttenrode, Langeln, Minsleben, Reddeber, Schmatzfeld, Silstedt, Stapelburg, Stiege, Treseburg, Veckenstedt, Wasserleben, Wienrode | Reiner Schomburg          |
| 9   | Wernigerode II – Halberstadt II  | Landkreis Halberstadt mit den Orten Anderbeck, Athenstedt, Badersleben, Berßel, Bühne, Danstedt, Stadt Dardesheim, Dedeleben, Deersheim, Wülperode, Hessen, Huy-Neinstedt, Lüttgenrode, Osterode, Stadt Osterwieck, Pabstorf, Rhoden, Rohrsheim, Schauen, Veltheim, Vogelsdorf, Zilly | Reiner Schomburg          |
| 10  | Halberstadt I                    | Landkreis Halberstadt mit den Orten Aspenstedt, Groß Quenstedt, Stadt Halberstadt, Harsleben, Klein Quenstedt, Langenstein, Sargstedt, Ströbeck, Schachdorf | Horst Schnellhardt        |
| 11  | Halberstadt III – Oschersleben   | Landkreis Halberstadt mit den Orten Aderstedt, Dingelstedt am Huy, Eilenstedt, Eilsdorf, Nienhagen, Rodersdorf, Schlanstedt, Stadt Schwanebeck, Stadt Wegeleben, Emersleben | Eckhard Werner            |
| 11  | Halberstadt III – Oschersleben   | Kreis Oschersleben mit den Orten Alikendorf, Altbrandsleben, Ausleben, Barneberg, Beckendorf-Neindorf, Stadt Gröningen, Stadt Großalsleben, Gunsleben, Hamersleben, Harbke, Hötensleben, Hordorf, Hornhausen, Kleinalsleben, Krottorf, Marienborn, Neuwegersleben, Ohrsleben, Stadt Oschersleben (Bode), Sommersdorf, Völpke, Wackersleben, Wulferstedt | Eckhard Werner            |
| 12  | Magdeburg I                      | Magdeburg: Alte Neustadt, Kannstieg, Neue Neustadt, Neustädter See, Nordfront, Rothensee | Ulrich Seidel             |
| 13  | Magdeburg II                     | Magdeburg: Birkenweiler, Neustädter Feld, Nordwest, Olvenstedt | Reinhard Höppner          |
| 14  | Magdeburg III                    | Magdeburg: Cracau/Werder, Heumarkt, Prester, Stadtfeld, Stadtzentrum | Jürgen Scharf             |
| 15  | Magdeburg IV                     | Magdeburg: Altolvenstedt, Diesdorf, Kroatenweg, Lemsdorf, Lindenweiler, Ottersleben, Stadtfeld | Heinrich Seppelt          |
| 16  | Magdeburg V                      | Magdeburg: Buckau, Fermersleben, Hopfengarte, Leipziger Straße, Reform, Salbke, Westerhüsen | Günter Otterpohl          |
| 17  | Wanzleben – Schönebeck II        | Landkreis Wanzleben mit den Orten Altenweddingen, Ampfurth, Bahrendorf, Beyendorf, Bottmersdorf, Dodendorf, Domersleben, Drackenstedt, Dreileben, Druxberge, Eggenstedt, Eilsleben, Groß Germersleben, Groß Rodensleben, Stadt Hadmersleben, Hohendodeleben, Klein Oschersleben, Klein Rodensleben, Klein Wanzleben, Langenweddingen, Osterweddingen, Ovelgünne, Peseckendorf, Remkersleben, Schwaneberg, Stadt Seehausen, Sülldorf, Ummendorf, Stadt Wanzleben, Wefensleben, Wormsdorf, Schermcke | Karl-Heinz Daehre         |
| 17  | Wanzleben – Schönebeck II        | Landkreis Schönebeck mit den Orten Biere, Brumby, Stadt Calbe (Saale), Eickendorf, Glöthe, Welsleben | Karl-Heinz Daehre         |
| 18  | Wolmirstedt                      | Landkreis Wolmirstedt mit den Orten Barleben, Colbitz, Dahlenwarsleben, Ebendorf, Eichenbarleben, Farsleben, Glindenberg, Groß Ammensleben, Gutenswegen, Heinrichsberg, Hermsdorf, Hohenwarsleben, Irxleben, Jersleben, Klein Ammensleben, Loitsche, Meitzendorf, Meseberg, Mose, Niederndodeleben, Rogätz, Samswegen, Wellen, Stadt Wolmirstedt, Zielitz, Ochtmersleben, Angern, Burgstall, Cröchern, Dolle, Sandbeiendorf, Wenddorf | Thomas Webel              |
| 19  | Schönebeck I                     | Landkreis Schönebeck mit den Orten Stadt Barby (Elbe), Breitenhagen, Eggersdorf, Glinde, Gnadau, Großmühlingen, Groß Rosenburg, Klein Mühlingen, Lödderitz, Pechau, Plötzky, Pömmelte, Pretzien, Randau-Calenberge, Ranies, Sachsendorf, Stadt Schönebeck (Elbe), Schwarz, Tornitz, Trabitz, Wespen, Zens, Zuchau | Klaus Jeziorsky           |
| 20  | Gräfenhainichen – Roßlau         | Landkreis Gräfenhainichen mit den Orten Bergwitz, Brandhorst, Gohrau, Gossa, Stadt Gräfenhainichen, Griesen, Gröbern, Horstdorf, Jüdenberg, Kakau, Kleutsch, Krina, Möhlau, Stadt Oranienbaum, Radis, Rehsen, Riesigk, Rotta, Schköna, Schleesen, Schwemsal, Selbitz, Söllichau, Sollnitz, Tornau, Uthausen, Vockerode, Stadt Wörlitz, Zschornewitz | Wolfgang Rieck            |
| 20  | Gräfenhainichen – Roßlau         | Landkreis Roßlau mit den Orten Bräsen, Brambach, Buko, Cobbelsdorf, Stadt Coswig (Anhalt), Düben, Griebo, Hundeluft, Jeber-Bergfrieden, Klieken, Köselitz, Luko, Möllensdorf, Mühlstedt, Ragösen, Rodleben, Stadt Roßlau (Elbe), Stadt, Senst, Serno, Stackelitz, Streetz, Thießen, Wörpen, Zieko | Wolfgang Rieck            |
| 21  | Wittenberg I                     | Landkreis Wittenberg mit den Orten Ateritz, Eutzsch, Stadt Kemberg, Meuro, Pratau, Rackith, Reinsdorf, Stadt Bad Schmiedeberg, Seegrehna, Lutherstadt Wittenberg | Wolfgang Böhmer           |
| 22  | Wittenberg II – Jessen           | Landkreis Wittenberg mit den Orten Boßdorf, Bülzig, Dabrun, Dietrichsdorf, Dorna, Euper (Abtsdorf), Globigleddin, Klebitz, Korgau, Kropstädt, Leetza, Mochau, Mühlanger, Nudersdorf, Stadt Pretzsch (Elbe), Priesitz, Rahnsdorf, Schmilkendorf, Schnellin, Straach, Trebitz, Wartenburg, Stadt Zahna, Zörnigall | Hans-Martin Taesch        |
| 22  | Wittenberg II – Jessen           | Landkreis Jessen mit den Orten Stadt Annaburg, Arnsdorf, Axien, Battin, Bethau, Buschkuhnsdorf, Düßnitz, Elster (Elbe), Gadegast, Gentha, Gerbisbach, Gorsdorf-Hemsendorf, Grabo, Großkorga, Holzdorf, Stadt Jessen (Elster), Kleindröben, Kleinkorga, Klöden, Kremitz, Labrun, Lebien, Leipa, Linda (Elster), Lindwerder, Listerfehrda, Löben, Mellnitz, Mönchenhöfe, Morxdorf, Mügeln, Groß-Naundorf, Naundorf bei Seyda, Neuerstadt, Plossig, Premsendorf, Stadt Prettin, Purzien, Rade, Reicho, Ruhlsdorf, Schöneicho, Schützberg, Stadt Schweinitz (Elster), Stadt Seyda, Steinsdorf - Dixförda, Zemnick | Hans-Martin Taesch        |
| 23  | Zerbst – Köthen II               | Landkreis Zerbst mit den Orten Bias, Bornum, Buhlendorf, Deetz, Dobritz, Dornburg, Gehrden, Gödnitz, Grimme, Güterglück, Hobeck, Hohenlepte, Jütrichau, Ladeburg, Leitzkau, Leps, Stadt Lindau, Stadt Loburg, Lübs, Luso, Moritz, Nedlitz, Nutha, Polenzko, Prödel, Pulspforde, Reuden, Rosian, Schweinitz, Steutz, Straguth, Walternienburg, Zeppernick, Stadt Zerbst, Zernitz | Margrit Weimeister        |
| 23  | Zerbst – Köthen II               | Landkreis Köthen mit den Orten Stadt Aken (Elbe), Chörau, Diebzig, Dornbock, Drosa, Elsnigk, Kleinpaschleben, Kleinzerbst, Libbesdorf, Merzien, Micheln, Osternienburg, Reppichau, Scheuder, Wulfen, Zabitz | Margrit Weimeister        |
| 24  | Köthen I                         | Landkreis Köthen mit den Orten Arensdorf, Baasdorf, Cösitz, Cosa, Dohndorf, Edderitz, Fraßdorf, Glauzig, Gnetsch, Görzig, Stadt Gröbzig, Großbadegast, Großpaschleben, Hinsdorf, Stadt Köthen (Anh.), Libehna, Löbnitz an der Linde, Maasdorf, Meilendorf, Piethen, Prosigk, Quellendorf, Stadt Radegast, Reupzig, Riesdorf, Schortewitz, Trebbichau an der Fuhne, Trinum, WeißandtGölzau, Wieskau, Wörbzig, Wülknitz, Zehbitz | Werner Sobetzko           |
| 25  | Dessau, Stadt I                  | Dessau: nördlicher Teil | Adolf Bill                |
| 26  | Dessau, Stadt II                 | Dessau: südlicher Teil | Gerhard Mitschke          |
| 27  | Staßfurt                         | Landkreis Staßfurt mit den Orten Amesdorf, Atzendorf, Borne, Stadt Egeln, Etgersleben, Förderstedt, Groß Börnecke, Stadt Güsten, Hakeborn, Stadt Hecklingen, Hohenerxleben, Stadt Kroppenstedt, Löbnitz (Bode), Löderburg, Neundorf (Anhalt), Rathmannsdorf, Schneidlingen, Stadt Staßfurt, Tarthun, Unseburg, Westeregeln, Wolmirsleben | Eckhard Schneider         |
| 28  | Aschersleben                     | Landkreis Aschersleben mit den Orten Stadt Aschersleben, Stadt Cochstedt, Drohndorf, Stadt Ermsleben, Friedrichsaue, Frose, Gatersleben, Giersleben, Groß Schierstedt, Hausneindorf, Hedersleben, Heteborn, Stadt Hoym, Klein Schierstedt, Mehringen, Meisdorf, Nachterstedt, Radisleben, Reinstedt, Schackenthal, Schadeleben, Wedderstedt, Westdorf, Wilsleben, Winningen, Neu Königsaue | Detlef Gürth              |
| 29  | Bernburg                         | Landkreis Bernburg mit den Orten Aderstedt, Stadt Alsleben (Saale), Baalberge, Beesenlaublingen, Belleben, Stadt Bernburg (Saale), Biendorf, Cörmigk, Edlau, Gerbitz, Gerlebogk, Gnölbzig, Golbitz, Gröna, Ilberstedt, Stadt Könnern, Latdorf, Lebendorf, Neugattersleben, Stadt Nienburg (Saale), Peißen, Plötzkau, Pobzig, Poley, Preußlitz, Schackstedt, Strenznaundorf, Trebnitz, Wedlitz, Wiendorf, Wohlsdorf, Zickeritz | Adolf Spotka              |
| 30  | Halle, Altstadt I                | Halle: mittlere Stadtteile, Halle-Ost | Peter Renger              |
| 31  | Halle, Altstadt II               | Halle: südliche Stadtteile, Halle-Süd, Halle-West | Christoph Bergner         |
| 32  | Halle, Altstadt III              | Halle: Halle-Süd | Sabine Klenke             |
| 33  | Halle, Altstadt IV               | Halle: nördliche Stadtteile | Klaus Keitel              |
| 34  | Halle, Neustadt I                | Halle-Neustadt: nördlicher Teil | Peter Brüll               |
| 35  | Halle, Neustadt II               | Halle-Neustadt: südlicher Teil | Joachim Kupfer            |
| 36  | Saalkreis                        | Saalkreis mit den Orten Angersdorf, Beesenstedt, Bennstedt, Brachstedt, Brachwitz, Braschwitz, Dieskau, Döblitz, Dölbau, Döllnitz, Dößel, Domnitz, Fienstedt, Gimritz, Gröbers, Großkugel, Gutenberg, Höhnstedt, Hohenthurm, Hohenweiden, Holleben, Kloschwitz, Krosigk, Kütten, Stadt Landsberg, Langenbogen, Lieskau, Lochau, Stadt Löbejün, Mösthinsdorf, Morl, Nauendorf, Nehlitz, Neutz-Lettewitz, Niemberg, Oppin, Ostrau, Peißen, Petersberg, Plötz, Queis, Reußen, Rothenburg, Salzmünde, Schochwitz, Schwerz, Sennewitz, Sietzsch, Spickendorf, Steuden, Teicha, Teutschenthal, Wallwitz, Stadt Wettin, Zappendorf, Zscherben | Erhard Stollberg          |
| 37  | Bitterfeld I                     | Landkreis Bitterfeld mit den Orten Altjeßnitz, Stadt Bitterfeld, Bobbau, Stadt Brehna, Burgkemnitz, Friedersdorf, Greppin, Holzweißig, Stadt Jeßnitz, Marke, Mühlbeck, Muldenstein, Petersroda, Plodda, Pouch, Stadt Raguhn, Ramsin, Renneritz, Retzau, Rösa, Roitzsch, Schierau, Schlaitz, Thurland, Tornau vor der Heide, Zscherndorf | Hans-Joachim Auer         |
| 38  | Bitterfeld II                    | Landkreis Bitterfeld mit den Orten Glebitzsch, Göttnitz, Großzöberitz, Heideloh, Löberitz, Quetzdölsdorf, Reuden, Rödgen, Salzfurtkapelle, Sandersdorf, Schrenz, Spören, Stumsdorf, Thalheim, Stadt Wolfen, Stadt Zörbig | Uwe Schulze               |
| 39  | Eisleben                         | Landkreis Eisleben mit den Orten Ahlsdorf, Amsdorf, Annarode, Aseleben, Augsdorf, Benndorf, Bischofrode, Bornstedt, Burgsdorf, Dederstedt, Lutherstadt Eisleben, Erdeborn, Hedersleben, Helbra, Hergisdorf, Hübitz, Klostermansfeld, Lüttchendorf, Neehausen, Polleben, Röblingen am See, Rottelsdorf, Schmalzerode, Seeburg, Siebigerode, Siersleben, Stedten, Unterrißdorf, Volkstedt, Wansleben am See, Wimmelburg, Wolferode | Manfred Thon              |
| 40  | Merseburg II – Querfurt          | Landkreis Merseburg mit den Orten Beuna (Geiseltal), Braunsbedra, Burgliebenau, Delitz am Berge, Frankleben, Geusa, Gröst, Großgräfendorf, Großkayna, Klobikau, Knapendorf, Korbetha, Krumpa (Geiseltal), Stadt Bad Lauchstädt, Milzau, Stadt Mücheln (Geiseltal), Roßbach, Stadt Schafstädt, Schkopau, Spergau, Wünsch | Cornelius Nägler          |
| 40  | Merseburg II – Querfurt          | Kreis Querfurt mit den Orten Albersroda, Alberstedt, Barnstädt, Dornstedt, Esperstedt, Farnstädt, Gatterstädt, Grockstädt, Hornburg, Langeneichstädt, Leimbach, Lodersleben, Nemsdorf-Göhrendorf, Obhausen, Oechlitz, Osterhausen, Stadt Querfurt, Rothenschirmbach, Schmon, Stadt Schraplau, Steigra, Vitzenburg, Weißenschirmbach, Ziegelroda | Cornelius Nägler          |
| 41  | Merseburg I                      | Landkreis Merseburg mit den Orten Stadt Bad Dürrenberg, Ermlitz, Friedensdorf, Günthersdorf, Kötschlitz, Kötzschau, Kreypau, Leuna, Stadt, Luppenau, Stadt Merseburg (Saale), Meuschau, Nempitz, Oebles-Schlechtewitz, Raßnitz, Rodden, Röglitz, Tollwitz, Wallendorf (Luppe), Zöschen, Zweimen, Horburg-Maßlau | Wolfgang Kiele            |
| 42  | Nebra – Naumburg I               | Landkreis Nebra mit den Orten Altenroda, Balgstädt, Baumersroda, Stadt Bad Bibra, Billroda, Branderoda, Bucha, Burgscheidungen, Ebersroda, Stadt Freyburg (Unstrut), Gleina, Golzen, Hirschroda, Kahlwinkel, Karsdorf, Kirchscheidungen, Stadt Laucha an der Unstrut, Lossa, Memleben, Stadt Nebra, Reinsdorf, Saubach, Schleberoda, Steinburg, Thalwinkel, Wangen, Weischütz, Wohlmirstedt, Zeuchfeld | Curt Becker               |
| 42  | Nebra – Naumburg I               | Landkreis Naumburg mit den Orten Burgholzhausen, Burkersroda, Stadt Eckartsberga, Größnitz, Hassenhausen, Herrengosserstedt, Kleinheringen, Kleinjena, Klosterhäseler, Möllern, Stadt Naumburg (Saale), Spielberg, Taugwitz, Tromsdorf, Wischroda | Curt Becker               |
| 43  | Weißenfels I – Naumburg II       | Landkreis Weißenfels mit den Orten Goseck, Storkau, Uichteritz, Stadt Weißenfels | Michael-Andreas Heinemann |
| 43  | Weißenfels I – Naumburg II       | Landkreis Naumburg mit den Orten Abtlöbnitz, Casekirchen, Crölpa-Löbschütz, Eulau, Flemmingen, Gieckau, Görschen, Janisroda, Stadt Bad Kösen, Leislau, Löbitz, Mertendorf, Molau, Neidschütz, Pödelist, Prießnitz, Schieben, Schönburg, Utenbach, Wethau, Wettaburg | Michael-Andreas Heinemann |
| 44  | Hohenmölsen – Weißenfels II      | Landkreis Hohenmölsen mit den Orten Deuben, Döbris, Granschütz, Gröben, Großgrimma, Stadt Hohenmölsen, Krauschwitz, Muschwitz, Nessa, Pretzsch, Schelkau, Stadt Stößen, Taucha, Stadt Teuchern, Trebnitz, Webau, Werschen, Zembschen, Zorbau | Gunter Schmidt            |
| 44  | Hohenmölsen – Weißenfels II      | Landkreis Weißenfels mit den Orten Borau, Burgwerben, Dehlitz (Saale), Gröbitz, Großgörschen, Großkorbetha, Langendorf, Leißling, Stadt Lützen, Markwerben, Poserna, Prittitz, Reichardtswerben, Rippach, Röcken, Schkortleben, Sössen, Starsiedel, Tagewerben, Wengelsdorf | Gunter Schmidt            |
| 45  | Zeitz                            | Landkreis Zeitz mit den Orten Bergisdorf, Bornitz, Breitenbach, Bröckau, Döschwitz, Draschwitz, Droßdorf, Droyßig, Geußnitz, Göbitz, Goldschau, Grana, Haynsburg, Heuckewalde, Kayna, Kleinhelmsdorf, Könderitz, Kretzschau, Langendorf, Luckenau, Meineweh, Nonnewitz, Stadt Osterfeld, Profen, Rehmsdorf, Reuden, Schellbach, Spora, Theißen, Tröglitz, Unterkaka, Waldau, Weickelsdorf, Weißenborn, Wetterzeube, Wittgendorf, Würchwitz, Zangenberg, Stadt Zeitz | Konrad Schellbach         |
| 46  | Quedlinburg I                    | Landkreis Quedlinburg mit den Orten Badeborn, Stadt Ballenstedt, Ditfurt, Stadt Gernrode, Neinstedt, Stadt Quedlinburg, Rieder, Timmenrode, Warnstedt, Weddersleben, Westerhausen | Karsten Knolle            |
| 47  | Quedlinburg II – Sangerhausen II | Landkreis Quedlinburg mit den Orten Allrode, Dankerode, Friedrichsbrunn, Stadt Güntersberge, Stadt Harzgerode, Königerode, Neudorf, Schielo, Siptenfelde, Stecklenberg, Straßberg, Bad Suderode, Stadt Thale | Bernhard Ritter           |
| 47  | Quedlinburg II – Sangerhausen II | Landkreis Sangerhausen mit den Orten Bennungen, Berga, Breitenbach, Breitenstein, Breitungen, Brücken (Helme), Dietersdorf, Drebsdorf, Großleinungen, Hackpfüffel, Hainrode, Hayn (Harz), Horla, Stadt Kelbra (Kyffhäuser), Kleinleinungen, Morungen, Questenberg, Roßla, Rotha, Rottleberode, Schwenda, Stadt Stolberg (Harz), Tilleda (Kyffhäuser), Uftrungen, Wickerode, Wolfsberg | Bernhard Ritter           |
| 48  | Sangerhausen I                   | Landkreis Sangerhausen mit den Orten Stadt Allstedt, Beyernaumburg, Blankenheim, Edersleben, Emseloh, Gonna, Grillenberg, Holdenstedt, Katharinenrieth, Lengefeld, Liedersdorf, Martinsrieth, Mittelhausen, Niederröblingen (Helme), Nienstedt, Oberröblingen, Obersdorf, Pölsfeld, Riestedt, Riethnordhausen, Stadt Sangerhausen, Wallhausen, Wettelrode, Winkel, Wolferstedt, Sotterhausen | Gerhard Kern              |
| 49  | Hettstedt                        | Landkreis Hettstedt mit den Orten Abberode, Alterode, Arnstedt, Biesenrode, Bräunrode, Braunschwende, Endorf, Freckleben, Freist, Friedeburg (Saale), Friedeburgerhütte, Friesdorf, Stadt Gerbstedt, Gorenzen, Greifenhagen, Großörner, Heiligenthal, Hermerode, Stadt Hettstedt, Ihlewitz, Stadt Mansfeld, Möllendorf, Molmerswende, Neuplatendorf, Pansfelde, Piskaborn, Quenstedt, Ritterode, Ritzgerode, Stadt Sandersleben (Anhalt), Stangerode, Sylda, Ulzigerode, Vatterode, Walbeck, Welbsleben, Welfesholz, Wiederstedt, Wieserode, Wippra, Kurort, Zabenstedt, Harkerode | Petra Wernicke            |